# Pseudocyclosorus pseudorepens
Pseudocyclosorus pseudorepens là một loài thực vật có mạch trong họ Thelypteridaceae. Loài này được Ching & Y.X. Lin miêu tả khoa học đầu tiên năm 1993.